# Municipalità di Madona
La municipalità di Madona (in lettone Madonas novads) è una delle trentasei municipalità della Lettonia. È situata nel centro del Paese, nella regione storica della Livonia. Il capoluogo è la città di Madona.

## Suddivisione
La municipalità comprende 4 città (Madona, Cesvaine, Lubāna e Varakļāni) e 21 parrocchie:
- Arona
- Barkava
- Bērzaune
- Cesvaine
- Dzelzava
- Ērgļi
- Indrāni
- Jumurda
- Kalsnava
- Lazdona
- Liezēre
- Ļaudona
- Mārciena
- Mētriena
- Murmastiene
- Ošupe
- Prauliena
- Sarkaņi
- Sausnēja
- Varakļāni
- Vestiena